# Candidatura de Oslo a los Juegos Olímpicos de 2022
Oslo 2022 fue la candidatura de la ciudad de Oslo y del Comité Olímpico de Noruega para albergar los Juegos Olímpicos de invierno de 2022. Los organizadores de la candidatura esperaban esforzarse para ofrecer una Olimpiada inolvidable y sostenible a la vez, que contribuiría a un desarrollo responsable del movimiento Olímpico.
A pesar de que la candidatura de Oslo había sido considerada como favorita, esta fue retirada el 1° de octubre de 2014, debido a que el parlamento noruego rechazó la solicitud de financiación de los juegos. La recepción pública de la solicitud de financiamiento había sido altamente negativa debido a preocupaciones de costos después de los sobrecostos de los Juegos Olímpicos de Invierno de 2014 en Sochi, y especialmente a consecuencia de revelaciones de la prensa noruega acerca de una serie de exigencias supuestamente realizadas por el COI. Las exigencias incluyeron notablemente "demandas tipo diva para el tratamiento de lujo" para los propios miembros del COI, tales como carriles especiales en todas las carreteras solo para uso de los miembros del COI y un cóctel en el Palacio Real con bebidas pagadas por la familia real. Varios analistas señalaron que tales demandas eran desconocidas en una democracia occidental. La revista estadounidense Slate describió al COI como una "organización notoriamente ridícula dirigida por estafadores y aristócratas hereditarios". El COI respondió a la decisión considerando que fue una oportunidad perdida para los noruegos y argumentando que el gobierno noruego no envió oficiales de alto rango a reuniones importantes. Así mismo, el COI dijo que los políticos noruegos tomaron una decisión con base en "medias verdades y hechos inexactos".